# Mihalovics Ede
Mihalovics Ede (Oszlány, 1866. július 28. – Nyitra, 1917. augusztus 3.) teológiai tanár.

## Élete
Apja, Mihalovics András tímármester volt. A gimnáziumot Privigyén, Nyitrán és Trencsénben végezte. 1881-től mint nyitrai kisszeminarista, a teológiát a Pázmáneum, 1887-től az Augustineum növendékeként végezte. 1888. december 22-én pappá szentelték. 1889-ban a teológia doktora lett.
Hazatérve gróf Apponyi Géza családjánál nevelőként szolgált. 1892. szeptember 1-től a nyitrai szeminárium tanára. 1896-tól a budapesti egyetem bekebelezett doktora. 1902-től a Szent László Társulat ügyvivője, 1908-tól a szegények ügyvédje. 1912-től a konzisztórium pénztárosa és kápolnafelügyelő.

## Művei
- 1897 A kegyúri jog, különös tekintettel hazánkra. Nyitra.
- 1900 A kat. prédikáczió története Magyarországon I-II. Budapest.
- 1900 A római kánonjog intézkedései az uzsoráról. Budapest. (Bölcseleti Folyóirat)
- 1905–1906 Compendium theologiae pastoralis in usum studiosorum theologiae I-II. Nyitra.
- 1910 A keresztény család. Nyitra.